# Grand Prix de Denain 1992
La 34e édition du Grand Prix de Denain a eu lieu le 9 avril 1992. Elle a été remportée par le Belge Edwig Van Hooydonck.

## Classement final
Edwig Van Hooydonck remporte la course en parcourant les 190 kilomètres en 4 h 33 à la vitesse moyenne de 41,758 km/h,.
| Classement final, | Classement final,     | Classement final, | Classement final, | Classement final, |
|                   | Coureur               | Pays              | Équipe            | Temps             |
| ----------------- | --------------------- | ----------------- | ----------------- | ----------------- |
| 1er               | Edwig Van Hooydonck   | Belgique          | Buckler           | en 4 h 33 min 0 s |
| 2e                | Philippe Casado       | France            | Z                 | m.t               |
| 3e                | Hervé Henriet         | France            | Eurotel           | m.t               |
| 4e                | Franck Boucanville    | France            | Chazal            | + 1 min 19 s      |
| 5e                | Kees Hopmans (nl)     | Pays-Bas          | Elro Snacks       |                   |
| 6e                | Marcel Wüst           | Allemagne         | RMO               |                   |
| 7e                | Jan Goessens          | Belgique          | GB-MG Maglificio  |                   |
| 8e                | Eric Knuvers          | Pays-Bas          | Panasonic         |                   |
| 9e                | Peter Spaenhoven (nl) | Belgique          | Assur Carpets     |                   |
| 10e               | Kim Andersen          | Danemark          | Z                 |                   |
| modifier          |                       |                   |                   |                   |